# Consejo Estatal de la República de Adigueya

El Consejo Estatal de la República de Adigueya (en ruso: Законодательное Собрание Республики Адыгея, Zakonodátelnoye Sobrániye Respúbliki Adygueya; en adigué: Хасэ, Jase) es el órgano legislativo de dicha república, en Rusia. Sucedió a la Asamblea Legislativa en 1996, que a su vez había sucedido al Sóviet Supremo en 1993. Entre 2001 y 2006 se compuso del Consejo de Representantes y el Consejo de la República, que eran elegidos cada cinco años. En cada uno de ellos había 27 representantes. El Consejo se hizo unicameral en 2006.